# Owen Philipps
Pour les articles homonymes, voir Philipps.
Ne pas confondre avec l'océanographe américain Owen Phillips (1930-2010).
Owen Philipps (25 mars 1863 – 5 juin 1937), 1er baron Kylsant, est un aristocrate britannique originaire du Pays de Galles, fils d'un baron gallois du comté de Pembrokeshire. Homme d'affaires et homme politique (deux fois député), il devient propriétaire en 1903 de la Royal Mail Steam Packet Company dont il fait la plus grosse compagnie maritime mondiale et devient baron Kylsant et pair du Royaume-Uni en 1925. Il est condamné pour fraude et déchu de ses titres en 1931, sa compagnie liquidée.

## Biographie
En 1903, il devient en quelques mois le propriétaire de la compagnie maritime Royal Mail Steam Packet Company dans laquelle lui et son frère avaient acheté des parts un an plus tôt. En rachetant de nombreuses autres compagnies, associé au banquier américain John Pierpont Morgan et à Lord William James Pirrie, directeur des chantiers navals Harland and Wolff de Belfast, il fait de la RMSPC la plus grosse compagnie maritime mondiale dans les années 1920, notamment après le rachat de la White Star Line en 1927. Il y gagne le surnom de "Napoléon des mers",.
Dans le même temps, sa réussite lui permet une carrière politique en tant que Député (de Pembroke (Pays de Galles) puis de Chester) puis lui ouvre les portes de la grande noblesse et il est titré Baron Kylsant en 1925 et ainsi élevé au rang de Pair.
Son incompétence en matière de construction navale, ses montages financiers risqués et la crise des années 1920 entrainèrent une faillite qu'il tente de cacher à ses actionnaires et au gouvernement britannique qui lui verse des subventions,. Mais, en 1931, une enquête du gouvernement britannique le conduit à un procès qui lui est funeste : c'est l'Affaire de la Royal Mail. Il est condamné à un an de prison, déchu de ses titres et sa compagnie est liquidée,.

## Famille
Il épouse le 16 septembre 1902 Alice Magdalene Morris (morte en 1952) dont il a 3 enfants :
- Nesta Donne (morte en 1997)
- Owen Gwynne
- Chedworth (morte en 1961)